# 東風荘
東風荘（とんぷうそう）は、日本でサービスが提供されていた麻雀のオンラインゲームである。
1996年12月末よりテスト運営が始まり、1997年6月18日より正式版としてサービスが開始された。オンラインサービスの特性を生かし、いつでも、どこからでもゲームに参加できることや、配牌や洗牌が自動的に行われること、チャット機能などが装備されていることが特徴である。近年では他社が3DCGを多用する中で、本作はサービス開始当初よりシンプルな画面表示を採用しており、非常に動作が軽い。
ゲームで遊ぶためには専用のソフトウェアをインストールすることが必要で、2009年8月現在Windows版とJava テスト版が存在するほか、携帯アプリ版も存在する。過去にはMac OS 9版も配布されていた。携帯ゲーム機ワンダースワン版も売られていたが、オプション機器モバイルワンダーゲートを使用したmoperaサービス終了により、ワンダースワン版では現在ネット対戦はできなくなっている。
ダイヤルアップ接続が主流だった時代に人気を博したが、2018年3月末にサービスを終了することが発表された。

## 無料サーバ
第1東風荘から第3東風荘までの3つのサーバが無料開放されており、第1東風荘は東風戦、第2東風荘は半荘、第3東風荘は三人麻雀が主に行われている。ルール変更を経て、すべてのサーバで喰いタンあり、流局時は常に輪荘となっている。2人打ち麻雀は無料サーバでは行われていない。

### サーバごとの違い
|                | 第1東風荘 | 第2東風荘 | 第3東風荘 |
| -------------- | --------- | --------- | --------- |
| 競技単位       | 東風戦    | 半荘      | 半荘      |
| 4人打ち卓数    | 550卓     | 550卓     | 100卓     |
| 3人打ち卓数    | なし      | なし      | 450卓     |
| 赤牌（赤ドラ） | なし      | なし      | あり      |

（2009年8月現在）

## VIP会員
- 有料
- VIP専用卓・VIP会員専用東風荘サーバに入ることができる
- 無料サーバには存在しない2人打ち麻雀（マンズとピンズの2～8を抜いたルール）をプレイすることができる
- 麻雀大会に参加できる

## モバイル版
i-mode、EZweb、Yahoo!ケータイで公式コンテンツとして提供される携帯アプリである。
4人打ち、3人打ち、2人打ち、大会用の卓種がある。

## 哲也＠東風荘
少年マガジンで連載しアニメ化された「哲也」の世界観と東風荘のシステムが合体。
アニメと同じ声優陣を配し、原作さながらの真剣勝負が楽しめた。
2015年11月30日15時をもってサービスが終了。